# كاسر الحجر المائي
كاسر الحجر المائي (الاسم العلمي:Saxifraga aquatica) هو نوع من النباتات يتبع جنس كاسر الحجر من فصيلة كاسرات الحجر.